# باشگاه فوتبال واریورس
باشگاه فوتبال واریورس (انگلیسی: Warriors FC) یک باشگاه فوتبال از سنگاپور است که در شهر سنگاپور ناحیه جورونگ شرقی قرار دارد. 